# Đẩy ngực

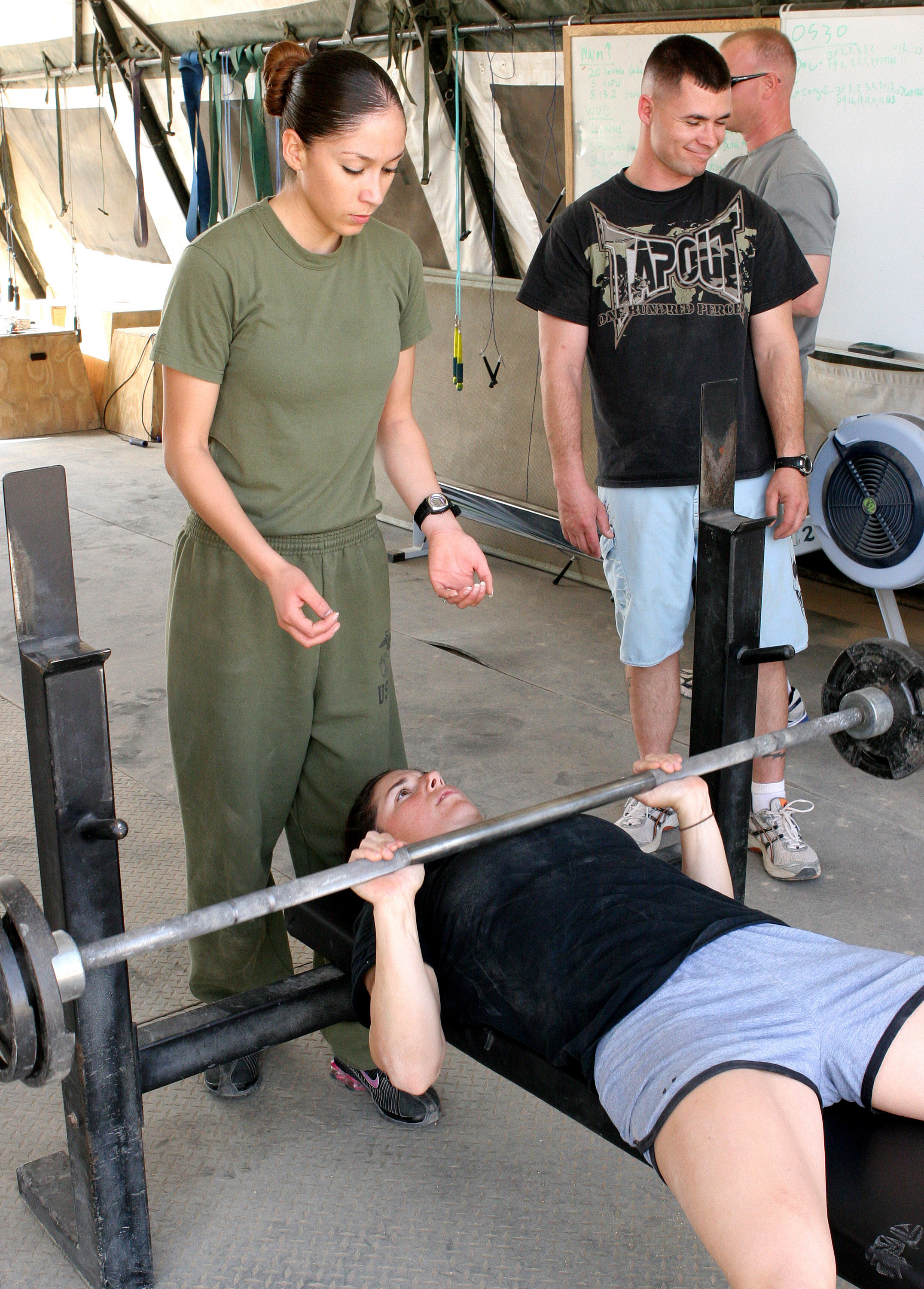
Đẩy ngực với bài tập nặng, thanh tạ để trước ngực, cổ tay uốn ngược lại, lòng bàn tay cùng hướng với khuôn mặt

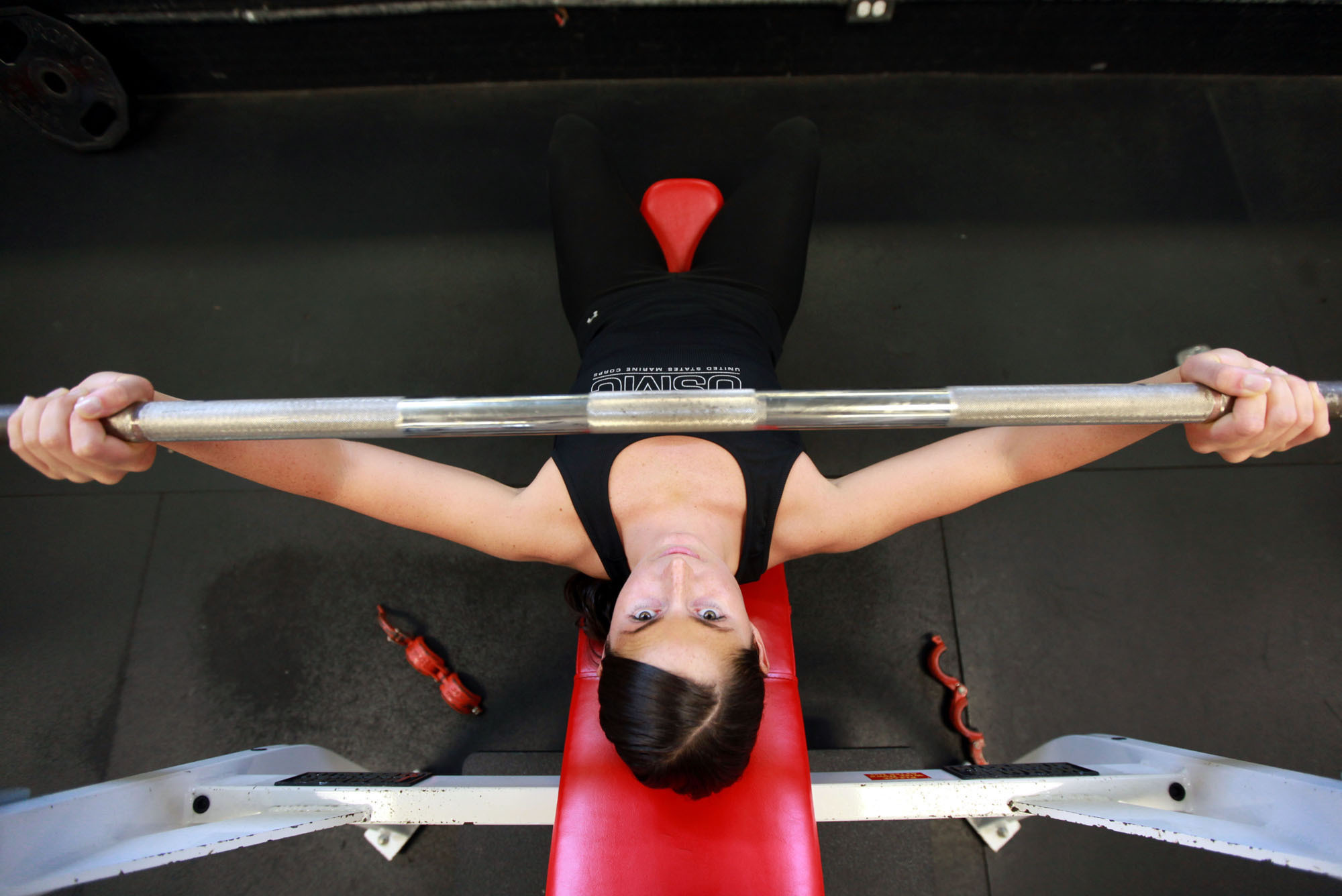
Cách nắm thanh tạ khi thực hiện động tác đẩy ngực

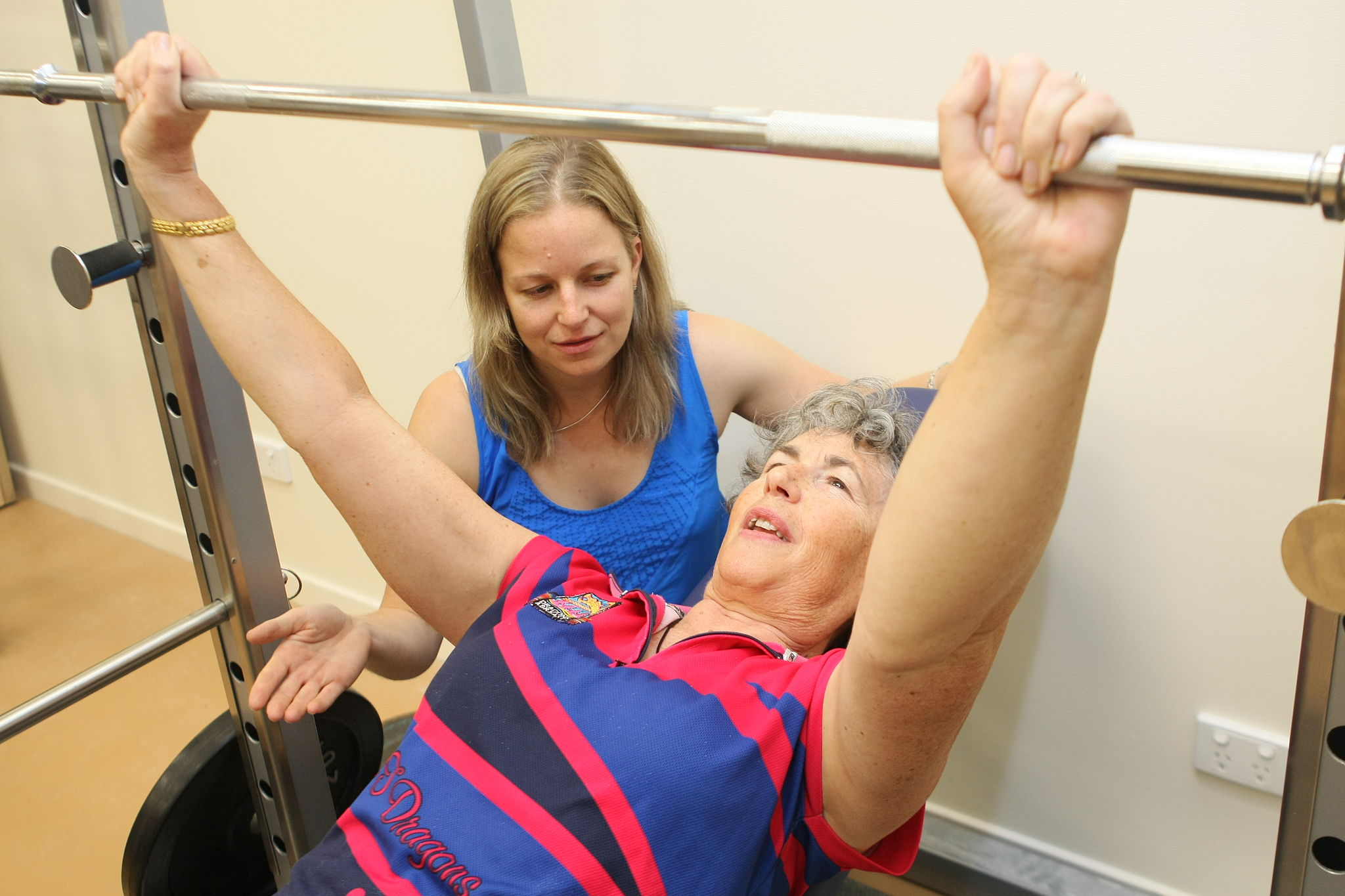
Bài tập đẩy ngực nhẹ nhàng

Đẩy ngực (bench press) là một bài tập tập tạ căn bản trong đó một người sẽ đẩy tạ lên trên phía trước dưới tầm mắt trong khi cơ thể nằm ngang trên một chiếc ghế tập tạ. Bài tập đẩy tạ nằm banh ngực là một chuyển động phức hợp/Bài tập phức hợp (Compound), với các cơ chính tham gia hoạt động là cơ ngực lớn (Pectoralis major), cơ vai trước (Anterior deltoid), cơ tam đầu cánh tay (Triceps brachii), cơ nhị đầu cánh tay (Biceps brachii), cơ răng trước (Serratus anterior). Các loại cơ khác nằm ở lưng, chân và cơ lõi cũng được kích hoạt, tác động đến một số cơ xung quanh như phần cơ trọng tâm/cơ lõi (Core), tay sau và vai. Dụng cụ tập bài này là một thanh tạ đòn, nhưng cũng có thể sử dụng một cặp tạ đơn cho bài tập này. Bài tập đẩy ngực cùng với các bài tập cuộn bắp tay là những bài tập tạ cơ bản để phát triển những nhóm cơ chính, các bài tập này dễ thực hiện nên thường được dành cho những người mới bắt đầu tập tạ trước khi tập các bài phức tạp hơn để phát triển những nhóm cơ khác.

## Đại cương
Đẩy tạ đòn (thanh tạ đòn) là một trong ba bài tập nâng tạ trong môn cử tạ cử tạ cùng với deadlift và bài tập Squat (ngồi xổm) gánh tạ), và là bài tập nâng tạ duy nhất trong môn cử tạ Paralympic. Đẩy tạ đòn cũng được sử dụng rộng rãi trong tập tạ, tập thể hình và các loại hình tập luyện khác để phát triển cơ thân trên, chủ yếu là cơ ngực lớn. Để cải thiện sức mạnh, sức mạnh và sức bền của thân trên cho hiệu suất trong thể thao và chức năng cũng như phát triển cơ thì bài tập đẩy tạ đòn thường được sử dụng nhiều. Bài tập đẩy ngực để nhằm tác dụng phát triển cơ bắp và tăng sức mạnh cho phần thân trên khi sức mạnh của phần thân trên được cải thiện đáng kể, giúp tăng cường khối lượng cơ bắp ở phần mặt trước thân trên của cơ thể, nhất là phần cơ ngực. Các nhóm cơ được hưởng lợi nhiều nhất từ bài tập này là cơ ngực, cơ vai trước của vai và cơ tam đầu. 
Tập đẩy ngực đều đặn sẽ kích thích sự phát triển của các nhóm cơ này cả về kích thước lẫn sức mạnh. Bên cạnh đó, đẩy ngực cũng là bài tập hữu ích trong việc khôi phục sự cân bằng cho các nhóm cơ đối với các vận động viên bơi lội, leo núi hay đấu vật (do sử dụng cơ kéo nhiều). Nhiều người khi tập luyện đẩy ngực cũng thấy có sự thay đổi tích cực về sức khoẻ cả về mặt thể chất (tăng cơ, giảm mỡ, giảm cân, xương khớp chắc khỏe hơn) lẫn tinh thần, giảm thiểu căng thẳng. Tuy vậy, các đối tượng là người có tiền sử mắc các bệnh lý về xương khớp hay bị chấn thương vai, phục hồi sau chấn thương thì không nên áp dụng bài tập này hoặc nếu bỗng nhiên cảm thấy cơn đau bất thường ở vai (không phải cơn đau do các nhóm cơ đang hoạt động hiệu quả), thì cũng nên kết thúc bài tập thay vì cố gắng tập tiếp. 
Một số sai sót khi tập luyện như bắt đầu với mức tạ quá nặng, không cố định phần vai khi nâng tạ lên, không chú ý tư thế của hai chân, sai tư thế của ngón tay khi cầm tạ, khoá khuỷu tay một cách đột ngột, dùng lực ở phần đầu để nâng tạ lên, hạ tạ xuống quá thấp. Cũng có những khuyến cáo về bài tập đẩy ngực nằm khi người tập thực hiện một mình vắng người, hoặc không ai trông chừng nói chung là có nguy cơ, nhưng thậm chí còn nguy hiểm hơn khi tập với máy Smith (máy dẫn hướng), nếu bị một thanh tạ đè lên và kẹt dưới sức nặng của nó mà không còn đủ sức để thể lăn đi hoặc nghiêng sang một bên khỏi ngực hoặc cổ của người tập, điều này đã dẫn đến ít nhất một trường hợp tử vong vì nghẹt thở do tạ đòn chèn ngực. Một thiết bị tập tạ giúp hỗ trợ cho bài tập này là giá đỡ tạ (Power rack) phục vụ nhiều mục đích, trong đó có mục đích đảm bảo tính an toàn, đặc biệt là trong các bài tập đẩy ngực, khi được thiết kế các chốt tạ, còn được gọi là tay đỡ tạ, ngay phía trên ngực của người nâng tạ sẽ ngăn thanh tạ đằn lên và đè bẹp vận động viên trong trường hợp mệt mỏi cơ hoặc mất kiểm soát thanh tạ và cho phép người nâng tạ "thả" tạ một cách an toàn.